# オールボクシングジム
オールボクシングジムは、大阪市浪速区に所在するボクシングジム。

## 歴史
1945年に在日韓国人の斎藤八郎により「オール拳」として設立。「オール」とは「オール・カインド・オブ・ピープル」を意味する。
フィリピン出身のベビー・ゴステロを始め4人の日本王者を輩出し、元世界フライ級王者パスカル・ペレス（ アルゼンチン）が練習したこともある大阪を代表する老舗ジムであったが、次第に所属選手は減少し、斎藤会長が逝去した1994年に休会。
しかし、1999年に先代の息子である崔勝久によって再開され、元世界王者ヘルマン・トーレス（ メキシコ）をトレーナーに招いた。新日本大阪ボクシングジムの鈴木太一会長も、現役時代に所属していた。
現在は津川勝が会長代行。
かつて亀田兄弟が練習に参加していたこともあり、次男大毅の「8人抜きスパーリング」もここで行っていた。